# Рафідін Абдулла
Рафідін Абдулла (фр. Rafidine Abdullah, нар. 15 січня 1994, Марсель) — коморський та французький футболіст, півзахисник клубу «Кадіс» та збірної Коморських Островів.

## Кар'єра

### Клубний
Народився 15 січня 1994 року в місті Марсель. Вихованець футбольної школи місцевого клубу «Марсель». Дебютував в першій команді 9 серпня 2012 року у відбірковому матчі Ліги Європи проти турецького «Ескішехірспора». Три дні потому півзахисник вперше зіграв і в Лізі 1. У матчі проти «Реймса» він вийшов на заміну на 89-й хвилині.
Всього за сезон 2012/13 Абдулла зіграв за «Марсель» 15 матчів у чемпіонаті країни.
З вересня 2013 року півзахисник захищає кольори «Лор'яна», куди перейшов в обмін на гравця молодіжної збірної Франції Маріо Леміна.

### У збірній
Рафіддін Абдулла дебютував у юнацькій збірній Франції (до 18 років) 7 лютого 2012 року в товариському матчі з однолітками з Греції і надалі зіграв ще 3 матчі за команду.
У вересні-жовтні 2012 року півзахисник провів 3 матчі за збірну наступної вікової категорії. Першим з них став матч зі Швейцарією, який відбувся 28 вересня.
У 2013–2014 роках виступав за молодіжну збірну Франції до 20 років.
У листопаді 2016 року вирішив представляти збірну своєї історичної батьківщини і того ж місяці провів дві товариські гри за збірну Коморських Островів.